# Autographa bimaculata
Autographa bimaculata là một loài bướm đêm trong họ Noctuidae.